# Tianeti
Tianeti (georgiska: თიანეთი) är en daba (stadsliknande ort) i östra Georgien, belägen i Mtscheta-Mtianeti-regionen, 75 kilometer nordöst om huvudstaden Tbilisi. År 2014 hade staden 2 479 invånare. Tianeti är administrativt centrum för distriktet med samma namn.